# Neoplan Tourliner

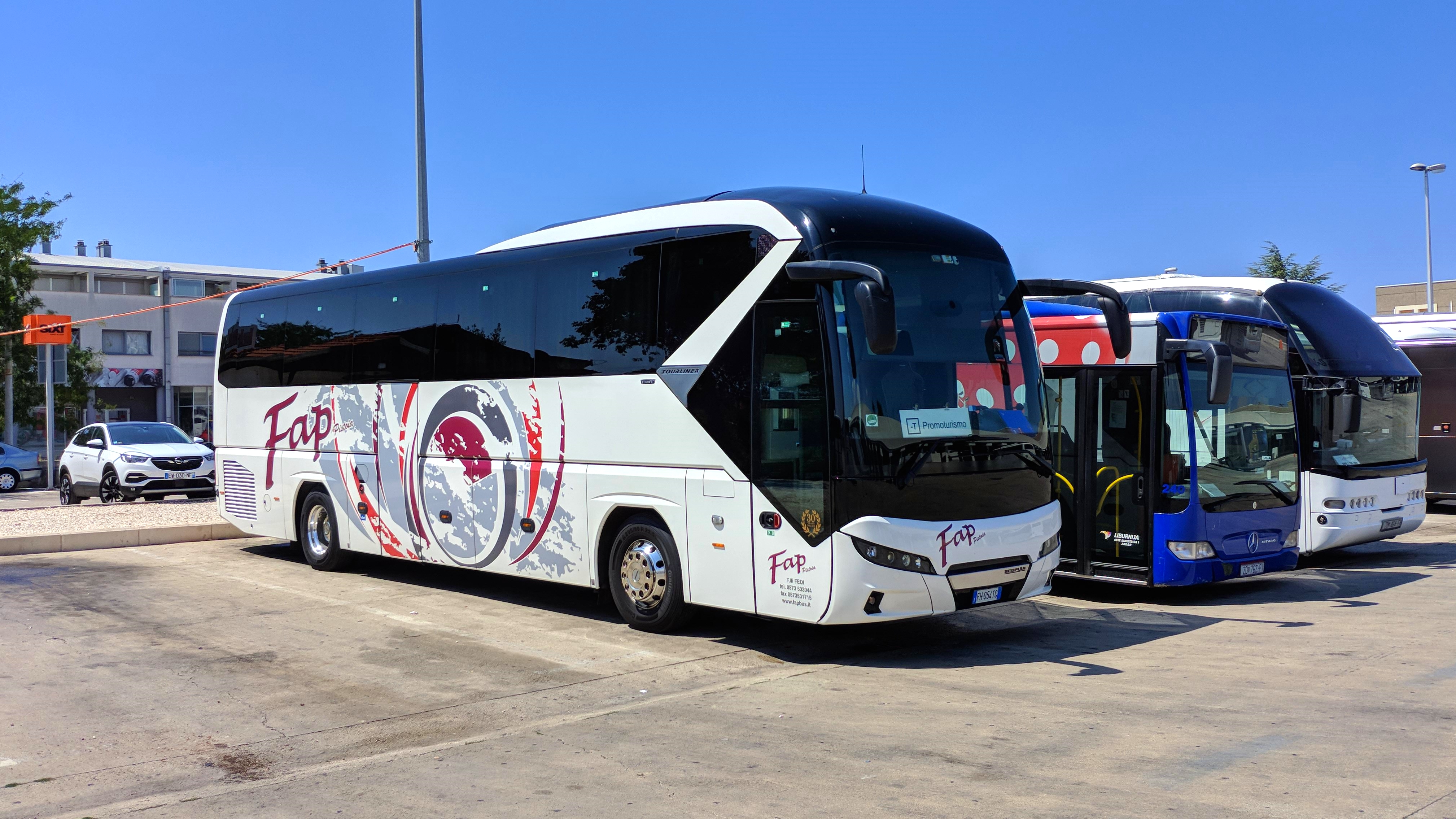
Neoplan Tourliner im Jahr 2018

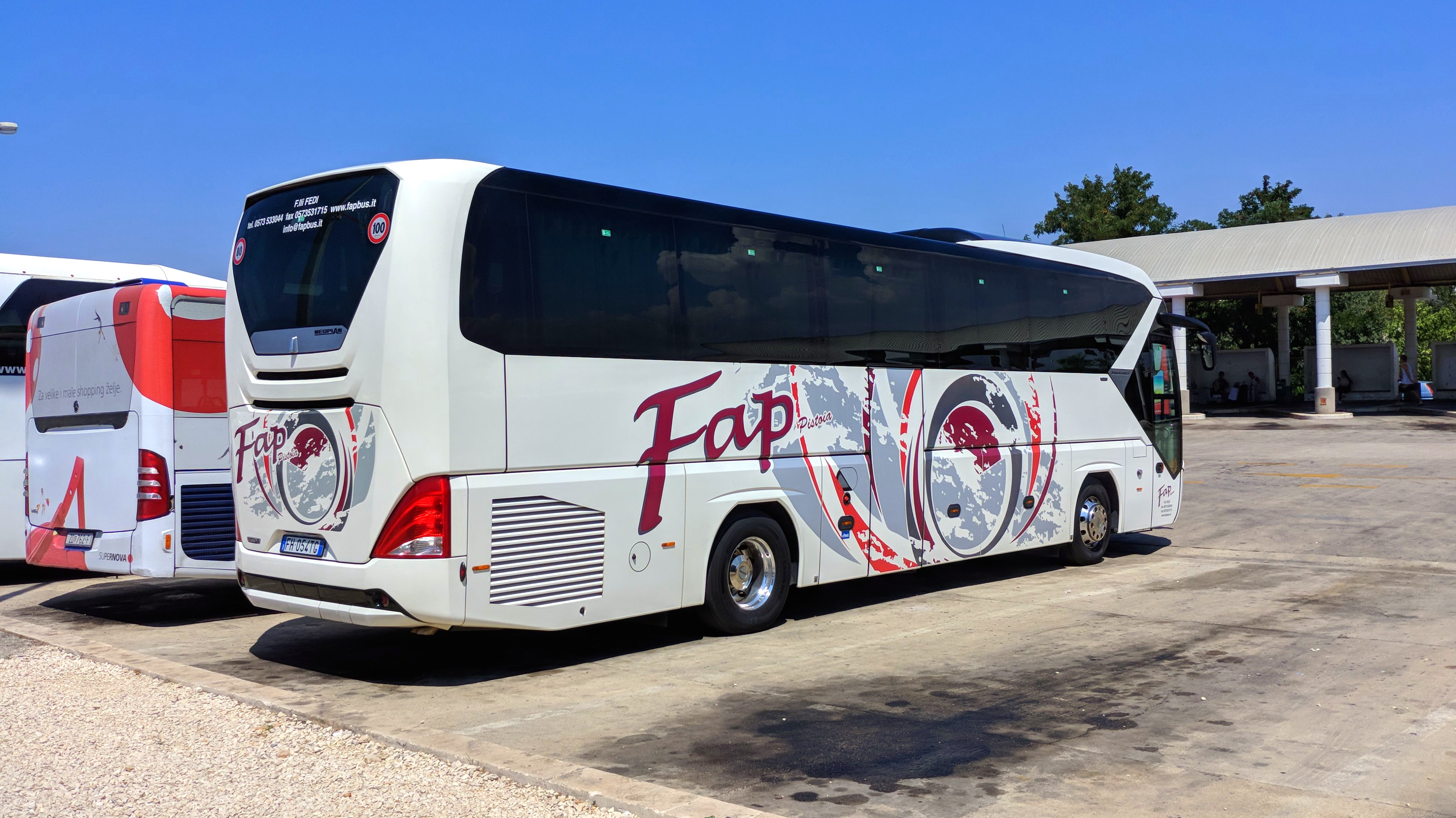
Heckansicht

Der Tourliner ist ein Reisebus der vom heutigen Unternehmen MAN Truck & Bus seit 2003 hergestellt wird. Er wurde zunächst im Werk in Pilsting produziert, aktuell wird er im Werk in Ankara hergestellt. Er entsteht in derselben Fertigung wie die MAN-Reisebusreihe R07 bis R09 und ist ihnen technisch ähnlich.

## Versionen
Der Bus wird in drei verschiedenen Größen angeboten. Die kleinste Version der Tourliners ist 12 Meter lang und 2,55 Meter breit sowie 3,8 Meter hoch und hat insgesamt für 49 Personen Platz. Der kleine Dreiachser bzw. Tourliner C ist 13,26 Meter lang, 2,55 Meter breit und 3,8 Meter hoch und hat insgesamt Platz für 55 Personen. Tourliner L ist 13,8 Meter lang und 2,55 Meter breit sowie 3,8 Meter hoch und besitzt insgesamt 59 Sitzplätze.
Zur IAA 2016 wurde ein neues Modell des Tourliners präsentiert. Die Produktion findet nun in der Türkei statt. Als 2-Achser ist er in 12,1 und 13,1 Meter langen Varianten erhältlich, als 3-Achser in 13,4 und 13,9 Meter.
Im Zuge der Busworld Europe 2023 wurden die Neuerungen zum Modelljahr 2024 vorgestellt. Dazu gehören eine entwickelte Elektronikplattform, digitale Fahrerarbeitsplätze sowie Assistenz- und Sicherheitssysteme wie radargestützte Abbiege- und Spurwechselhilfssysteme und Spurhalte- und Spurrückführassistent.
Angetrieben wird der Tourliner vom neuen MAN D26-Motor, der die Euro 6e-Norm erfüllt. Der Motor soll zehn PS und rund 50 Newtonmeter mehr Drehmoment leisten und bis zu 2,5 Prozent weniger Kraftstoff verbrauchen.

## Technische Daten
Alle Versionen des Busses besitzen einen 400 (optional 525) Liter großen Kraftstofftank, sowie zwei Türen. Der Bus wird von einem MAN Reihensechszylinder-Motor angetrieben, der je nach gewähltem Modell zwischen 294 kW/400 PS und 324 kW/440 PS leistet.
Der Bus erfüllt die Abgasnorm Euro 5/EEV ohne auf eine SCR-Abgasnachbehandlung angewiesen zu sein. Ab 2014 wurde das Fahrzeug mit einem Euro-6-Motor ausgestattet.
Serienmäßig werden die Fahrzeuge mit einem 6-Gang-Schaltgetriebe ausgeliefert, sind aber auch mit einem automatisierten 12-Gang-Schaltgetriebe vom Typ MAN TipMatic Coach (eine Version der ZF AS-Tronic) erhältlich. Gebremst wird der Bus über eine Scheibenbremsanlage mit EBS an jeder Achse.
Serienmäßig ist das Fahrzeug auch mit ESP ausgestattet.